# 神戸地下街
神戸地下街株式会社（こうべちかがい）は神戸市の地下街やビルの運営・管理などを行う企業。神戸市の第三セクター。
主に「さんちか」や「デュオこうべ」の管理・運営を行う。

## 沿革
出典: 
- 1963年 - 神戸地下街株式会社設立
- 1965年 - さんちか（旧称・さんちかタウン）・神戸交通センタービルオープン
- 1974年 - サンこうべオープン
- 1981年 - 神戸ポートターミナルホール開設
- 1985年 - さんちか20周年リニューアル（リボーン‘85　CI導入）
- 1990年 - さんちか25周年改装（リフレッシュ‘90）
- 1992年 - デュオこうべ オープン
- 1996年 - 三宮中央通り駐車場受託管理
- 1997年 - 神戸交通センタービル復興工事竣工
- 1998年 - さんちか21CリニューアルフェイズI
- 2001年 - デュオこうべ改装
- 2005年 - 神戸市立花隈駐車場・三宮中央通り駐車場受託管理
- 2006年 - さんちか40周年リニューアル
- 2009年 - デュオこうべステップ35竣工（35周年 改装）、神戸市立花隈駐車場 指定管理者受託辞退
- 2016年 - さんちか50周年リニューアル
- 2022年 - さんちか1番街・2番街 公共工事により休業

## さんちか50周年リニューアル
- テナントおよび安全性を重視した改装。リニューアルでは、全国78カ所ある地下街で初めて、国の補助事業として耐震補強工事がなされた。天井材の軽量化による耐震性能の向上や案内サインの一新、災害時のシミュレーションによる効率的な避難ルートの検証も行われた[2]。